# الانسحاب السوفييتي من أفغانستان
بدأ الانسحاب النهائي للقوات السوفيتية من أفغانستان في 15 مايو 1988، واكتمل في 15 فبراير 1989، تحت قيادة الكولونيل العام بوريس غروموف 1. جاء هذا الانسحاب بعد فترة وجيزة من تولي ميخائيل غورباتشوف منصب الأمين العام للحزب الشيوعي للاتحاد السوفيتي، حيث أدرك أن الوضع الاقتصادي والدولي للاتحاد السوفيتي كان معقدًا بسبب مشاركته في الحرب
.03 الأفغانية دأ الانسحاب النهائي والكامل للقوات المقاتلة السوفيتية من أفغانستان في 15 مايو عام 1988 وانتهى في 15 فبراير عام 1989، تحت قيادة الكولونيل العام بوريس غروموف.
بدأ التخطيط لانسحاب الاتحاد السوفيتي من حرب أفغانستان بعد فترة وجيزة من تولي ميخائيل غورباتشوف منصب الأمين العام للجنة المركزية للحزب الشيوعي للاتحاد السوفيتي. تحت قيادة غورباتشوف، حاول الاتحاد السوفيتي تعزيز سيطرة الحزب الديمقراطي الشعبي الأفغاني على السلطة في البلاد، أولاً في جهد حقيقي لتحقيق الاستقرار في البلاد، ثم كإجراء لحفظ ماء الوجه أثناء سحب القوات. خلال هذه الفترة، عملت الأجهزة العسكرية والاستخباراتية لاتحاد الجمهوريات الاشتراكية السوفيتية مع حكومة محمد نجيب الله لتحسين العلاقات بين الحكومة في كابول وقادة الفصائل المتمردة.
تحسنت العلاقات الدبلوماسية بين الاتحاد السوفيتي والولايات المتحدة في نفس الوقت الذي أصبح فيه واضحًا للاتحاد السوفيتي أن سياسة توحيد السلطة حول حكومة نجيب الله في كابول لن تؤدي إلى نتائج كافية للحفاظ على قوة الحزب الديمقراطي الشعبي الأفغاني على المدى الطويل. أما اتفاقيات جنيف، التي وقعها ممثلو الاتحاد السوفيتي والولايات المتحدة وجمهورية باكستان الإسلامية وجمهورية أفغانستان في 14 أبريل عام 1988، (هكذا سميت في عام 1987)، فقد قدمت إطارًا لمغادرة القوات السوفيتية، وأرست تفاهمًا متعدد الأطراف، بين الموقعين بشأن مستقبل التدخل الدولي في أفغانستان. ثم بدأ الانسحاب العسكري بعد فترة وجيزة، لتغادر جميع القوات السوفيتية أفغانستان بحلول 15 فبراير عام 1989. 

## الأحداث التي أدت إلى الانسحاب العسكري
أدرك غورباتشوف أن الوضع الاقتصادي والدولي المزعج للاتحاد السوفيتي كان معقدًا بسبب مشاركته في الحرب الأفغانية، لذا قرر «السعي إلى الانسحاب من أفغانستان وحصل على دعم المكتب السياسي للقيام بذلك [بحلول أكتوبر عام 1985]». عزز لاحقًا قاعدة دعمه على أعلى مستوى في الحكومة السوفيتية من خلال توسيع المكتب السياسي مع حلفائه. لتحقيق التوقعات المحلية والأجنبية، سعى غورباتشوف إلى الانسحاب بعد أن حقق درجة معينة من النجاح. وفي الداخل، أُجبر غورباتشوف على إرضاء المجمع الصناعي العسكري المتشدد، والقيادة العسكرية، ووكالات الاستخبارات (لاحقًا، أخبر غورباتشوف مبعوث الأمم المتحدة دييغو كوردوفيز أنه لا ينبغي المبالغة في تقدير تأثير لوبي الحرب؛ يتذكر كوردوفيز أن مستشاري غورباتشوف لم يوافقوا على هذا التصريح، لكنهم اتفقوا جميعًا على أن الخلافات مع الولايات المتحدة وباكستان والوقائع في كابول لعبت دورًا أكبر في تأخير الانسحاب). في الخارج، كان غورباتشوف يهدف إلى الاحتفاظ بالهيبة في أعين حلفائه في العالم الثالث. وكان مثل القادة السوفييت من قبله، اعتبر أن الانسحاب المشرف فقط هو المقبول. ورأى غورباتشوف ثلاثة أهداف على أنها شروط ضرورية للانسحاب: الاستقرار الداخلي، والتدخل الأجنبي المحدود، والاعتراف الدولي بالحكومة الشيوعية لجمهورية أفغانستان الديمقراطية. 

### سياسة المصالحة الوطنية
بعد وفاة ليونيد بريجنيف، تضاءلت الإرادة السياسية للتدخل السوفيتي في أفغانستان. لم يكن مستوى القوات السوفيتية في البلاد مناسبًا لتحقيق نصر عسكري شامل، ولم يكن بإمكانه إلا منع حكومة جمهورية أفغانستان الديمقراطية المتحالفة من خسارة الأرض. بدأ الاتحاد السوفيتي عملية الانسحاب التدريجي من أفغانستان بتثبيت محمد نجيب الله أحمدزاي بصفته الأمين العام للحزب الشيوعي الأفغاني، فرأوا أنه قادر على الحكم دون تدخل جاد من الاتحاد السوفيتي. اعتبرت القيادة السوفيتية بابراك كرمل، سلف نجيب الله، عقبة أمام الانسحاب العسكري والعملية الدبلوماسية. على الرغم من أن الوكالات العسكرية والدبلوماسية والاستخباراتية السوفيتية لم تكن موحدة الرأي بشأن تعيينه، فقد كان يُنظر إلى نجيب الله على أنه زعيم يمكنه العمل مع الاتحاد السوفيتي من أجل إيجاد تسوية تفاوضية. وانعكاسًا للتحولات داخل الاتحاد السوفيتي نفسه، ركزت الجهود السوفيتية في أفغانستان على «التهدئة من خلال الفوز بقادة المتمردين» بدلاً من تحويل «أفغانستان وفقًا للخطوط الماركسية، وكسب السكان من خلال الحوافز الاقتصادية وتأسيس نفوذ الحزب والحكومة في المدن والريف». بشكل عام، بات يشار إلى سياسات الاتحاد السوفييتي وقوى حلفائه في أفغانستان بعد انتقال السلطة من بابراك إلى نجيب الله باسم سياسة المصالحة الوطنية.

لتحقيق المصالحة، كرس الاتحاد السوفيتي جهدًا جادًا لمساعدة حكومة نجيب الله على إقامة علاقات مع الفصائل المتمردة، وأرسل الاتحاد السوفيتي حزمًا من المساعدات، ووعد بأن «يجري تسليم جميع البنية التحتية العسكرية تمامًا إلى القوات المسلحة لجمهورية أفغانستان الديمقراطية» عقب الانسحاب السوفييتي. حقق نجيب الله نجاحًا كبيرًا في تنشيط جهاز الأمن الحكومي وترسيخ سلطته داخل الدولة. ومع ذلك، قد يكون هذا شجع السوفييت على وضع ثقة مفرطة في نجيب الله، ولم يحقق الهدف الأساسي: دمج المعارضة بشكل هادف في قاعدة دعم نجيب الله. يكتب كالينوفسكي:
كتب فاديم كيربيتشينكو، نائب رئيس المديرية الرئيسية الأولى للكي جي بي، لاحقًا أن نجاح نجيب الله في بسط المزيد من السيطرة داخل كابول وبعض قطاعات الحكومة دفعهم إلى الاعتقاد بأنهم توصلوا إلى حل يمكن تكراره في كل مكان في أفغانستان: «الإيمان بنجيب الله وفي اعتمادية أجهزته الأمنية خلقت أوهامًا من جانب قيادة المخابرات السوفيتية. هذه الأوهام الخطيرة، وعدم الرغبة في مواجهة الحقيقة، أدت إلى تأخير انسحاب القوات السوفيتية لعدة سنوات».
مثلما أن المحاولات التي يقودها السوفييت لتشجيع المصالحة كانت معقدة أيضًا من قبل القادة العسكريين من المستوى المتوسط، سواء من السوفييت أو الأفغان. بينما عملت القيادة العسكرية والسياسية لاتحاد الجمهوريات الاشتراكية السوفيتية مع حكومة نجيب الله على رفع مستوى التعاون مع زعماء المتمردين والقبائل، فشل «الضباط ذوو الرتب المتوسطة السوفييت أحيانًا في إدراك الأهمية السياسية لعملياتهم»، وكان على الجيش الأفغاني أن يكون كذلك مقتنعًا «بالتوقف عن تسمية المعارضة «بعصابة من القتلة» و«مرتزقة الإمبريالية» و«مهاجمي الجماجم»». ومع ذلك، جرى إحراز بعض التقدم من قبل وكالات الاستخبارات السوفيتية والجيش والدبلوماسيين في تحسين العلاقات مع الفصائل المتمردة. وكان العنوان الرئيسي هو إقامة تعاون مبدئي مع قائد المتمردين المعروف أحمد شاه مسعود والذي أصبح البطل الوطني الأفغاني بعد وفاته. هنا أيضًا، كانت العلاقات معقدة بسبب الحقائق العسكرية متوسطة المستوى، وحتى من قبل نجيب الله نفسه على الرغم من أن القيادة العسكرية السوفييتية والدبلوماسيين كانوا على اتصال مع مسعود منذ أوائل الثمانينيات، فإن العمليات العسكرية ضد قواته، وإصرار جمهورية أفغانستان الديمقراطية على نزع السلاح، وتسرب المعلومات حول علاقاته مع السوفييت، أعاق التقدم نحو تحقيق وقف إطلاق نار رسمي معه. وعلى العكس من ذلك، كان نجيب الله على اتصال منتظم ظاهريًا بقادة متمردين لم تجري تسميتهم «من خلال قنوات معينة»، كما اكتشف كوردوفيز خلال اجتماعه الأول مع الزعيم الأفغاني.

## وصلات خارجية
- Grau، Lester. "Breaking contact without leaving chaos: the Soviet withdrawal from Afghanistan" (PDF). Foreign Military Studies Office Publications. مؤرشف من الأصل (PDF) في 2008-04-07. اطلع عليه بتاريخ 2007-08-17. {{استشهاد ويب}}: روابط خارجية في |ناشر= (مساعدة)